# 大応寺 (富士見市)
大應寺（だいおうじ）は、埼玉県富士見市にある真言宗智山派の寺院。

## 歴史
平安時代前期、弘法大師空海によって開山された。空海の東国巡錫の折、当地に立ち寄り、水が光る不思議な沼の話を聞いた。空海が沼の前で修法すると、水子（水滴？）が光を発して曼荼羅となり、中央部に大日如来や不動明王が現れた。空海は「大日應現の霊地なり」として寺を創建することになった。これが当寺「大應寺」の由来である。
一方、江戸時代後期の地誌『新編武蔵風土記稿』では、創建年代は不明で、ただ過去帳の記録により天文年間（1532年 - 1555年）には既に存在していたものとしている。

## 交通アクセス
- みずほ台駅より徒歩22分。